# Południowo-zachodnia grań Ciężkiego Szczytu

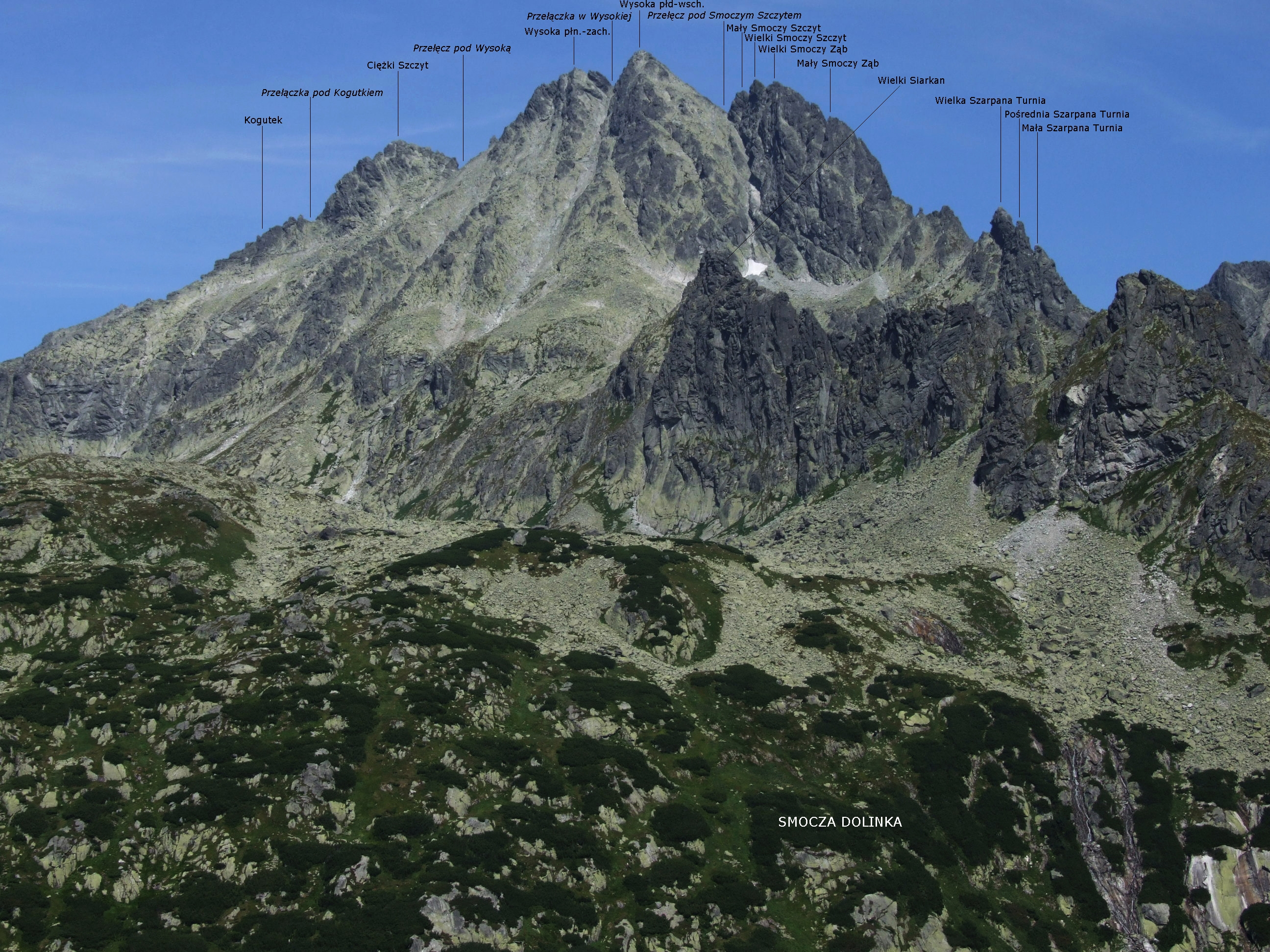
Górna część grani, widok z Osterwy

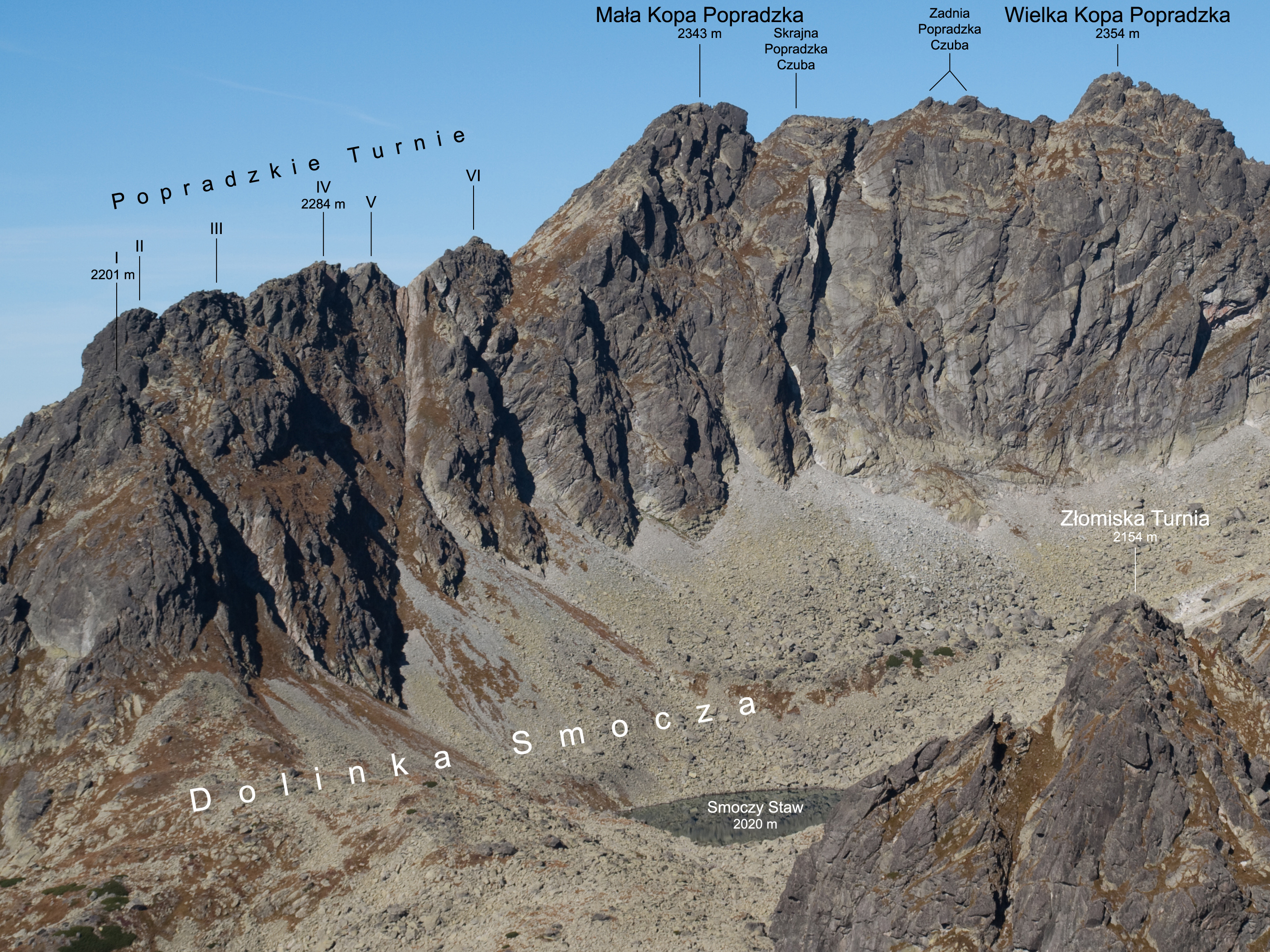
Fragment grani. Widok ze Smoczej Dolinki

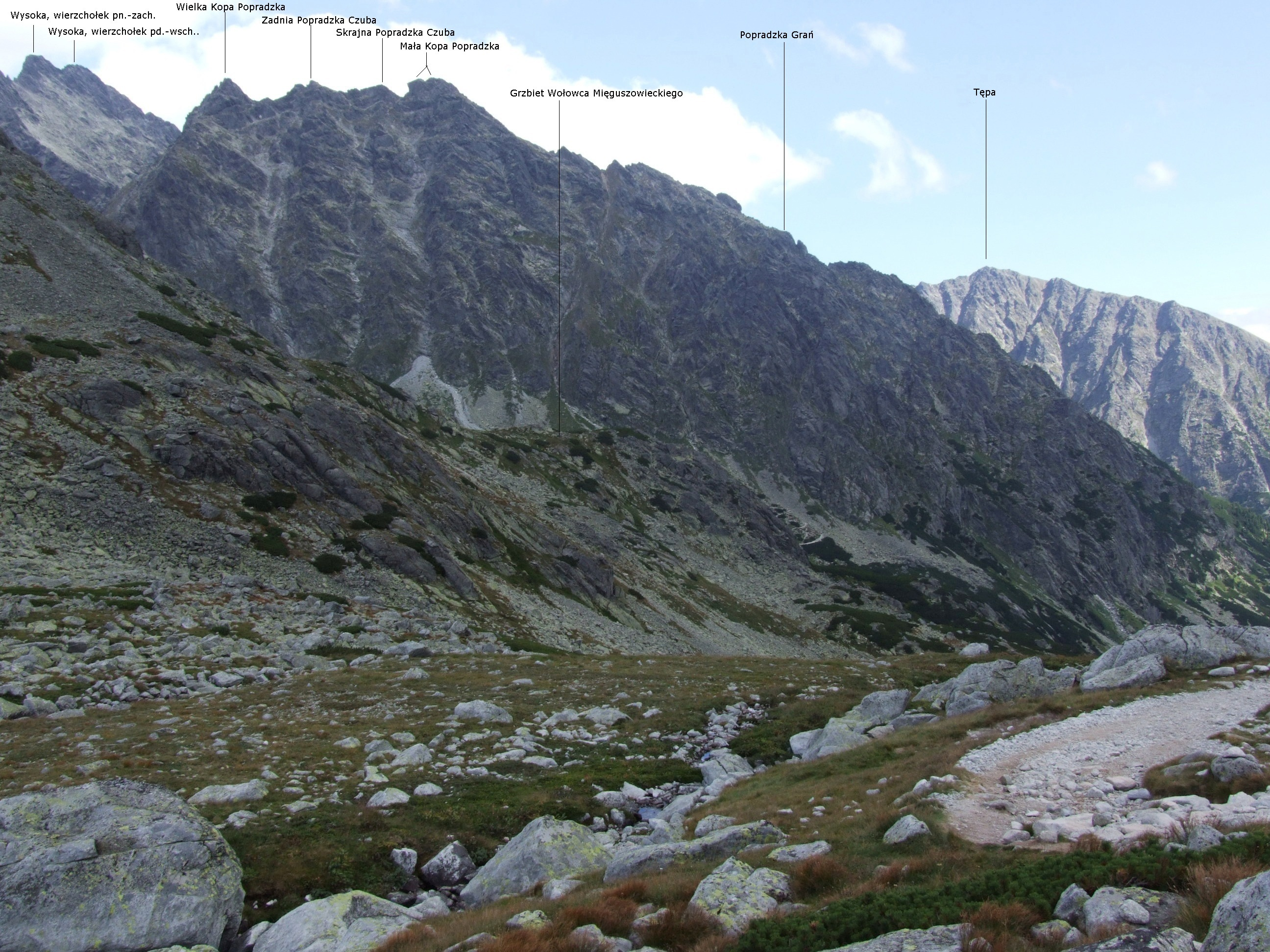
Grań widziana z Doliny Mięguszowieckiej

Południowo-zachodnia grań Ciężkiego Szczytu (słow. Hlavná os JZ hrebeňa Ťažkého štítu) – boczna grań w słowackich Tatrach Wysokich odchodząca w południowo-zachodnim kierunku od Ciężkiego Szczytu, znajdującego się w grani głównej Tatr Wysokich. Po wschodniej stronie grani znajduje się Dolina Żabia Mięguszowiecka i jej górne piętro – Kotlinka pod Wagą, po zachodniej Dolina Złomisk i jej odnoga – Dolinka Smocza. Doliny te są odnogami Doliny Mięguszowieckiej rozdzielonymi przez południowo-zachodnią grań Ciężkiego Szczytu. W grani tej kolejno od Ciężkiego Szczytu znajdują się:
- Przełączka pod Kogutkiem (Štrbina pod Kohútikom),
- Kogutek (Kohútik),
- Smocza Przełączka (Dračia bránka) ~2280 m,
- Smocza Grań (Dračie pazúry),
- Przełączka pod Kopą Popradzką (Štrbina pod Kôpkami),
- Kopa Popradzka (Kôpky):
  - Wielka Kopa Popradzka (Veľká kôpka) 2354 m,
  - Zadnia Popradzka Ławka (Zadná lávka v Kôpkach),
  - Zadnia Popradzka Czuba (Zadný zub v Kôpkach),
  - Pośrednia Popradzka Ławka (Prostredná lávka v Kôpkach),
  - Skrajna Popradzka Czuba (Predný zub v Kôpkach),
  - Skrajna Popradzka Ławka (Predná lávka v Kôpkach),
  - Mała Kopa Popradzka (Malá kôpka). W jej południowo-zachodnim żebrze znajduje się Siedem Popradzkich Mnichów.
- Wyżnia Popradzka Przełączka (Vyšná popradská štrbina),
- Popradzka Turnia VI (Popradská veža VI),
- Pośrednia Popradzka Przełączka (Prostredná popradská štrbina) ~2170 m,
- Popradzka Turnia V (Popradská veža V),
- Popradzka Turnia IV (Popradská veža IV) 2283 m,
- Popradzka Turnia III (Popradská veža III),
- Popradzka Turnia II (Popradská veža II),
- Niżnia Popradzka Przełączka (Nižná popradská štrbina),
- Popradzka Turnia I (Popradská veža I).

Końcowa, najniższa część grani od Wyżniej Popradzkiej Przełączki aż po jej podnóże przy Popradzkim Stawie nosi nazwę Popradzkiej Grani. Cała południowo-zachodnia grań Ciężkiego Szczytu jest niedostępna turystycznie, nie prowadzi tędy żaden znakowany szlak. Jest natomiast dostępna dla taterników.